# Schloss Ittlingen

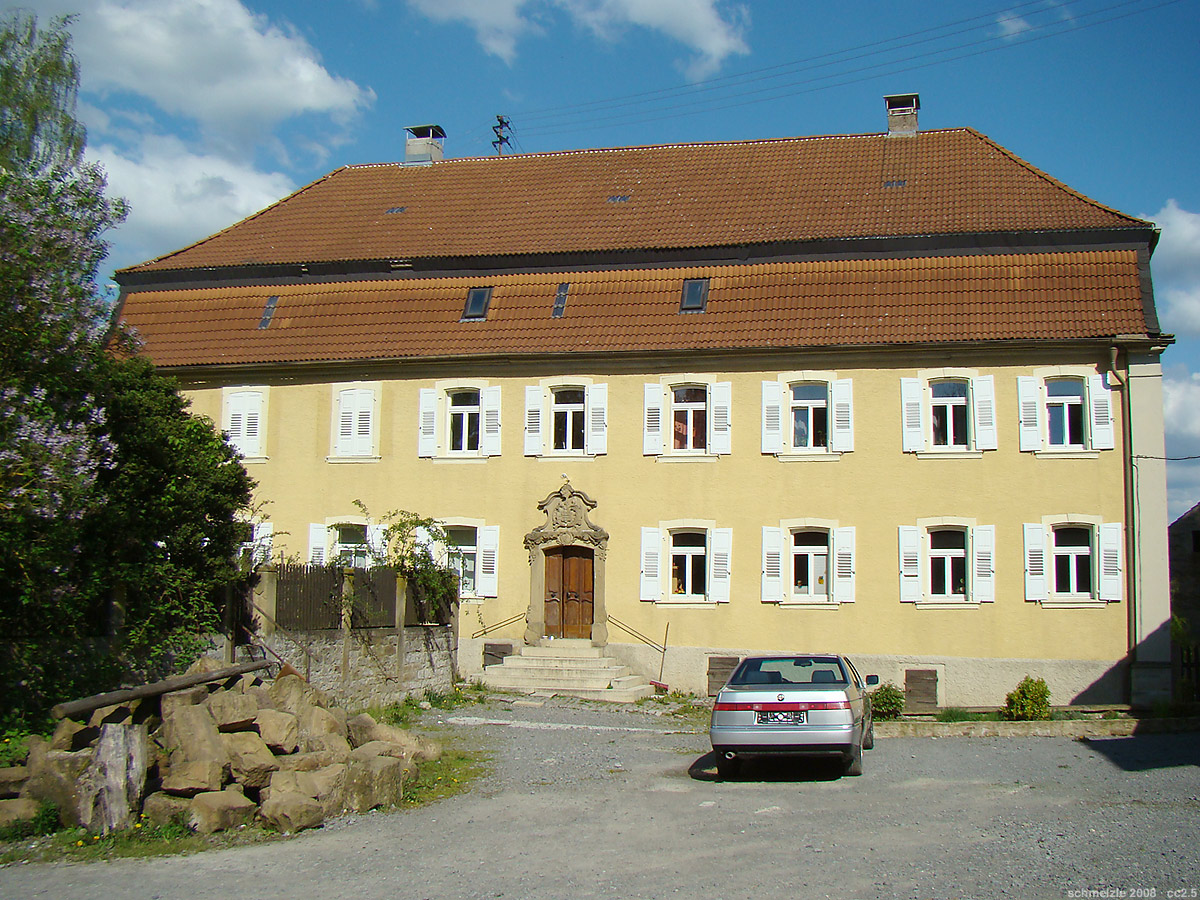
Schloss Ittlingen

Das Schloss Ittlingen ist ein barocker Herrensitz in Ittlingen im baden-württembergischen Landkreis Heilbronn. Es ist ein Kulturdenkmal.
Im 12. Jahrhundert trat ein Ortsadel (Herren von Ucklingen) auf, über den heute jedoch fast nichts mehr bekannt ist. Im 13. und 14. Jahrhundert hatten die Grafen von Öttingen Rechte in Ittlingen. 1414 erhielt Dietrich von Gemmingen die Hälfte von Ittlingen als Lehen, die andere Hälfte kaufte er. Die Herren von Gemmingen (Linien zu Gemmingen und zu Michelfeld) besaßen Ittlingen also zur Hälfte als Allodbesitz, zur Hälfte als Lehen der Grafen von Öttingen. Nach dem Aussterben der Gemmingen-Michelfeld traten ab 1616 die Grecken von Kochendorf als Mitortsherren auf, ab 1649 zusammen mit den Herren von Schmidberg, und nach Aussterben der Grecken fiel 1749 deren Anteil an die Gemmingen-Hornberg. 1806 kam Ittlingen zu Baden.
Das Untergeschoss mit tonnengewölbtem Keller und Kellerportal ist noch von einem Vorgängerbau, dem Herrenhaus des 1577 von den Freiherren von Gemmingen erbauten Bauhofs, erhalten. Über dem Kellereingang sind die Jahreszahl 1577 und die Wappen der Familie von Gemmingen, der Landschad von Steinach und der Herren von Mentzingen eingemeißelt. Das Schloss ist ein einfacher, wohlproportionierter zweistöckiger Bau der Barockzeit. Er hat neun Achsen und darüber ein Krüppelwalmdach. Das große Hofportal besitzt eine spätbarocke Rahmenarchitektur, und darüber befindet sich das Wappen der Herren von Schmidberg.
Das Anwesen befindet sich seit über 120 Jahren in Familienbesitz.  